# 百事水晶可乐
百事水晶可乐（英語：Crystal Pepsi）是由百事可乐公司推出的透明可乐。它最初于1992年至1994年在美国和加拿大销售，在2010年中重新上市。它亦曾在英国和澳大利亚短暂销售。水晶可樂的味道与普通百事可乐的非常相似。

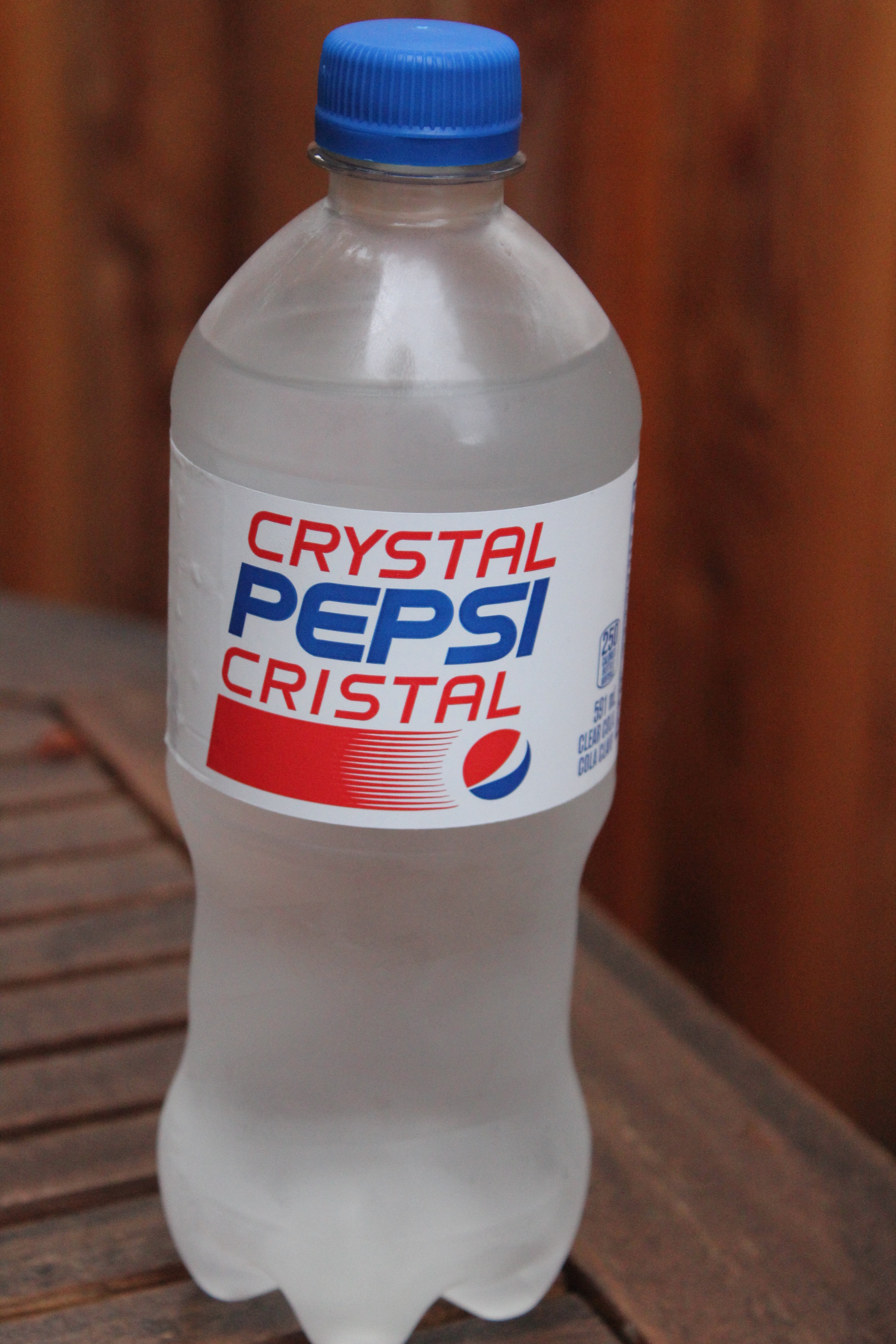
2016年款的百事水晶可乐

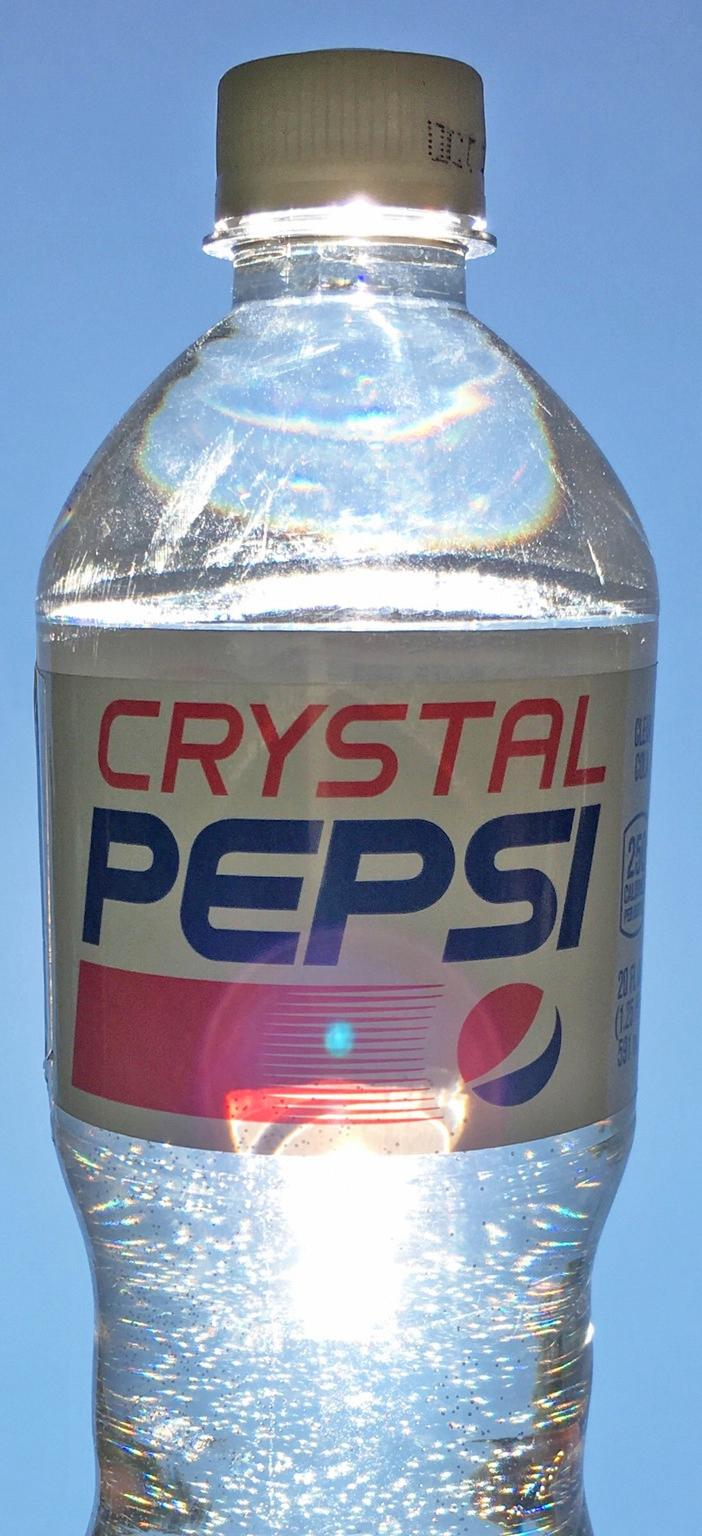
在阳光照耀下的百事水晶可乐